# Fußball-Club St. Pauli von 1910 2017-2018
Questa voce raccoglie le informazioni riguardanti il Fußball-Club St. Pauli von 1910  nelle competizioni ufficiali della stagione calcistica 2017-2018.

## Stagione
Nella stagione 2017-2018 il St. Pauli, allenato da Markus Kauczinski, concluse il campionato di 2. Bundesliga al 12º posto. In coppa di Germania il St. Pauli fu eliminato al primo turno dal Paderborn.

## Rosa
| N. |                          | Ruolo | Calciatore            |
| -- | ------------------------ | ----- | --------------------- |
| 33 | Germania (bandiera)      | P     | Svend Brodersen       |
| 1  | Germania (bandiera)      | P     | Philipp Heerwagen     |
| 30 | Germania (bandiera)      | P     | Robin Himmelmann      |
| 6  | Germania (bandiera)      | D     | Christopher Avevor    |
| 15 | Germania (bandiera)      | D     | Daniel Buballa        |
| 38 | Germania (bandiera)      | D     | Florian Carstens      |
| 16 | Germania (bandiera)      | D     | Marc Hornschuh        |
| 27 | Germania (bandiera)      | D     | Jan-Philipp Kalla     |
| 5  | Svizzera (bandiera)      | D     | Joël Keller           |
| 35 | Germania (bandiera)      | D     | Brian Koglin          |
| 39 | Corea del Sud (bandiera) | D     | Yi-Young Park         |
| 2  | Germania (bandiera)      | D     | Clemens Schoppenhauer |
| 3  | Germania (bandiera)      | D     | Lasse Sobiech         |
| 19 | Germania (bandiera)      | D     | Luca-Milan Zander     |
| 4  | Germania (bandiera)      | D     | Philipp Ziereis       |
| 10 | Germania (bandiera)      | C     | Christopher Buchtmann |

| N. |                          | Ruolo | Calciatore            |
| -- | ------------------------ | ----- | --------------------- |
| 37 | Corea del Sud (bandiera) | C     | Choi Kyoung-rok       |
| 8  | Tunisia (bandiera)       | C     | Jeremy Dudziak        |
| 23 | Germania (bandiera)      | C     | Johannes Flum         |
| 31 | Germania (bandiera)      | C     | Maurice Litka         |
| 14 | Norvegia (bandiera)      | C     | Mats Møller Dæhli     |
| 7  | Germania (bandiera)      | C     | Bernd Nehrig          |
| 20 | Germania (bandiera)      | C     | Richard Neudecker     |
| 22 | Turchia (bandiera)       | C     | Cenk Şahin            |
| 28 | Polonia (bandiera)       | C     | Waldemar Sobota       |
| 41 | Germania (bandiera)      | C     | Ersin Zehir           |
| 11 | Tunisia (bandiera)       | A     | Sami Allagui          |
| 9  | Marocco (bandiera)       | A     | Aziz Bouhaddouz       |
| 45 | Grecia (bandiera)        | A     | Dimitrios Diamantakos |
| 13 | Giappone (bandiera)      | A     | Ryō Miyaichi          |
| 29 | Germania (bandiera)      | A     | Jan-Marc Schneider    |
| 42 | Belgio (bandiera)        | A     | Thibaud Verlinden     |

## Organigramma societario
Area tecnica
- Allenatore: Markus Kauczinski
- Allenatore in seconda: Markus Gellhaus, Andrew Meredith
- Preparatore dei portieri: Mathias Hain
- Preparatori atletici: Janosch Emonts, Valentin Lay, Dominik Körner, Mike Muretic, Ronald Wollmann

## Risultati

### 2. Bundesliga

#### Girone di andata
| Arbitro: | Dankert |

|  |           |               |
|  | Marcatori | 65’ Buchtmann |

| Arbitro: | Winkmann |

|                    |           |                        |
| Buchtmann 22’, 69’ | Marcatori | 29’ Hartmann 73’ Röser |

| Arbitro: | Aarnink |

|                                          |           |  |
| Großkreutz 9’ Kempe 49’ (rig.) Stark 82’ | Marcatori |  |

| Arbitro: | Siewer |

|          |           |  |
| Flum 90’ | Marcatori |  |

| Arbitro: | Schlager |

|  |           |            |
|  | Marcatori | 63’ Sobota |

| Arbitro: | Schröder |

|  |           |                                       |
|  | Marcatori | 6’, 45’ Kittel 33’ Träsch 40’ Lezcano |

| Arbitro: | Osmers |

|  |           |          |
|  | Marcatori | 44’ Flum |

| Arbitro: | Brych |

|           |           |                       |
| Şahin 34’ | Marcatori | 9’ Usami 23’ Hennings |

| Arbitro: | Gräfe |

|  |           |                         |
|  | Marcatori | 76’ Buchtmann 80’ Şahin |

| Arbitro: | Stegemann |

|             |           |               |
| Allagui 63’ | Marcatori | 77’ Andersson |

| Arbitro: | Schmidt |

|              |           |               |
| Stiefler 80’ | Marcatori | 90’ Schneider |

| Arbitro: | Kempkes |

|             |           |           |
| Dudziak 33’ | Marcatori | 70’ Kempe |

| Arbitro: | Dankert |

|            |           |  |
| Polter 90’ | Marcatori |  |

| Arbitro: | Heft |

|                         |           |                          |
| Sobiech 40’ Allagui 45’ | Marcatori | 21’ Grüttner 24’ Adamyan |

| Arbitro: | Thomsen |

|                                         |           |  |
| Wittek 33’ Raum 45’ Narey 72’ Green 79’ | Marcatori |  |

| Arbitro: | Kempter |

|                                                            |           |  |
| Putaro 38’ Dick 53’ Hartherz 62’ Kerschbaumer 77’ Klos 85’ | Marcatori |  |

| Arbitro: | Dietz |

|                               |           |                                 |
| Sobota 57’ Sobiech 62’ (rig.) | Marcatori | 32’ (rig.) Wolze 81’ Il'jučenko |

#### Girone di ritorno
| Arbitro: | Steinhaus |

|                           |           |                |
| Sobiech 34’ Schneider 49’ | Marcatori | 75’ Hinterseer |

| Arbitro: | Aytekin |

|           |           |                              |
| Röser 88’ | Marcatori | 8’, 82’ Sobota 71’ Neudecker |

| Arbitro: | Stegemann |

|  |           |          |
|  | Marcatori | 7’ Jones |

| Arbitro: | Alt |

|                                    |           |               |
| Beermann 15’ Thiel 16’ Verhoek 48’ | Marcatori | 8’ Bouhaddouz |

| Amburgo 12 febbraio 2018, ore 20:30 22ª giornata | St. Pauli | 0 – 0 referto | Norimberga | Millerntor-Stadion (29.313 spett.)\| Arbitro: \| Zwayer \| |
| Arbitro:                                         | Zwayer    |               |            |                                                            |

| Arbitro: | Waschitzki |

|  |           |             |
|  | Marcatori | 30’ Allagui |

| Arbitro: | Brych |

|                               |           |                                  |
| Neudecker 11’, 74’ Avevor 89’ | Marcatori | 14’ (rig.) Schindler 19’ Ducksch |

| Arbitro: | Gerach |

|                       |           |                |
| Hoffmann 8’ Usami 74’ | Marcatori | 90’ Bouhaddouz |

| Amburgo 10 marzo 2018, ore 13:00 26ª giornata | St. Pauli | 0 – 0 referto | Eintracht Braunschweig | Millerntor-Stadion (29.546 spett.)\| Arbitro: \| Schmidt \| |
| Arbitro:                                      | Schmidt   |               |                        |                                                             |

| Arbitro: | Willenborg |

|             |           |                       |
| Spalvis 84’ | Marcatori | 73’ (rig.) Bouhaddouz |

| Arbitro: | Sather |

|             |           |              |
| Allagui 26’ | Marcatori | 54’ Gíslason |

| Arbitro: | Günsch |

|                                |           |                |
| Fandrich 25’ Kvesić 82’ (rig.) | Marcatori | 44’ Bouhaddouz |

| Arbitro: | Schlager |

|  |           |             |
|  | Marcatori | 80’ Hedlund |

| Arbitro: | Jöllenbeck |

|                                   |           |          |
| Grüttner 10’ Adamyan 21’ Mees 48’ | Marcatori | 53’ Flum |

| Arbitro: | Gräfe |

|                                       |           |  |
| Diamantakos 7’ Flum 39’ Neudecker 61’ | Marcatori |  |

| Arbitro: | Schmidt |

|          |           |  |
| Park 39’ | Marcatori |  |

| Arbitro: | Aytekin |

|                             |           |  |
| Stoppelkamp 45’ Gartner 90’ | Marcatori |  |

### Coppa di Germania
| Arbitro: | Jablonski |

|                            |           |             |
| Wassey 41’ Antwi-Adjei 79’ | Marcatori | 90’ Allagui |

## Statistiche

### Statistiche di squadra
| Competizione      | Punti | In casa | In casa | In casa | In casa | In casa | In casa | In trasferta | In trasferta | In trasferta | In trasferta | In trasferta | In trasferta | Totale | Totale | Totale | Totale | Totale | Totale | DR  |
| Competizione      | Punti | G       | V       | N       | P       | Gf      | Gs      | G            | V            | N            | P            | Gf           | Gs           | G      | V      | N      | P      | Gf     | Gs     | DR  |
| ----------------- | ----- | ------- | ------- | ------- | ------- | ------- | ------- | ------------ | ------------ | ------------ | ------------ | ------------ | ------------ | ------ | ------ | ------ | ------ | ------ | ------ | --- |
| 2. Bundesliga     | 43    | 17      | 5       | 8       | 4       | 20      | 20      | 17           | 6            | 2            | 9            | 15           | 28           | 34     | 11     | 10     | 13     | 35     | 48     | -13 |
| Coppa di Germania | -     | 0       | 0       | 0       | 0       | 0       | 0       | 1            | 0            | 0            | 1            | 1            | 2            | 1      | 0      | 0      | 1      | 1      | 2      | -1  |
| Totale            | -     | 17      | 5       | 8       | 4       | 20      | 20      | 18           | 6            | 2            | 10           | 16           | 30           | 35     | 11     | 10     | 14     | 36     | 50     | -14 |

### Andamento in campionato
| Giornata  | 1 | 2 | 3  | 4 | 5 | 6 | 7 | 8 | 9 | 10 | 11 | 12 | 13 | 14 | 15 | 16 | 17 | 18 | 19 | 20 | 21 | 22 | 23 | 24 | 25 | 26 | 27 | 28 | 29 | 30 | 31 | 32 | 33 | 34 |
| --------- | - | - | -- | - | - | - | - | - | - | -- | -- | -- | -- | -- | -- | -- | -- | -- | -- | -- | -- | -- | -- | -- | -- | -- | -- | -- | -- | -- | -- | -- | -- | -- |
| Luogo     | T | C | T  | C | T | C | T | C | T | C  | T  | C  | T  | C  | T  | T  | C  | C  | T  | C  | T  | C  | T  | C  | T  | C  | T  | C  | T  | C  | T  | C  | C  | T  |
| Risultato | V | N | P  | V | V | P | V | P | V | N  | N  | N  | P  | N  | P  | P  | N  | V  | V  | P  | P  | N  | V  | V  | P  | N  | N  | N  | P  | P  | P  | V  | V  | P  |
| Posizione | 4 | 6 | 10 | 8 | 5 | 7 | 7 | 8 | 6 | 7  | 6  | 5  | 6  | 7  | 8  | 14 | 15 | 10 | 8  | 10 | 11 | 11 | 11 | 9  | 10 | 10 | 11 | 10 | 15 | 16 | 16 | 13 | 10 | 12 |

Legenda:

Luogo: C = Casa; T = Trasferta. Risultato: V = Vittoria; N = Pareggio; P = Sconfitta.

### Statistiche dei giocatori
| Giocatore        | 2. Bundesliga | 2. Bundesliga | 2. Bundesliga | 2. Bundesliga | Coppa di Germania | Coppa di Germania | Coppa di Germania | Coppa di Germania | Totale   | Totale | Totale      | Totale     |
| Giocatore        | Presenze      | Reti          | Ammonizioni   | Espulsioni    | Presenze          | Reti              | Ammonizioni       | Espulsioni        | Presenze | Reti   | Ammonizioni | Espulsioni |
| ---------------- | ------------- | ------------- | ------------- | ------------- | ----------------- | ----------------- | ----------------- | ----------------- | -------- | ------ | ----------- | ---------- |
| S. Brodersen     | -             | -             | -             | -             | -                 | -                 | -                 | -                 | -        | -      | -           | -          |
| P. Heerwagen     | -             | -             | -             | -             | 1                 | 0                 | 0                 | 0                 | 1        | 0      | 0           | 0          |
| R. Himmelmann    | 34            | 0             | 0             | 0             | -                 | -                 | -                 | -                 | 34       | 0      | 0           | 0          |
| C. Avevor        | 33            | 1             | 1             | 0             | -                 | -                 | -                 | -                 | 33       | 1      | 1           | 0          |
| D. Buballa       | 30            | 0             | 4             | 0             | 1                 | 0                 | 0                 | 0                 | 31       | 0      | 4           | 0          |
| F. Carstens      | -             | -             | -             | -             | -                 | -                 | -                 | -                 | -        | -      | -           | -          |
| M. Hornschuh     | 6             | 0             | 0             | 0             | 1                 | 0                 | 0                 | 0                 | 7        | 0      | 0           | 0          |
| J. Kalla         | 11            | 0             | 3             | 0             | 1                 | 0                 | 0                 | 0                 | 12       | 0      | 3           | 0          |
| J. Keller        | -             | -             | -             | -             | -                 | -                 | -                 | -                 | -        | -      | -           | -          |
| B. Koglin        | 2             | 0             | 0             | 0             | -                 | -                 | -                 | -                 | 2        | 0      | 0           | 0          |
| Y. Park          | 15            | 1             | 4             | 0             | -                 | -                 | -                 | -                 | 15       | 1      | 4           | 0          |
| C. Schoppenhauer | 2             | 0             | 0             | 0             | -                 | -                 | -                 | -                 | 2        | 0      | 0           | 0          |
| L. Sobiech       | 26            | 3             | 4             | 0             | 1                 | 0                 | 0                 | 0                 | 27       | 3      | 4           | 0          |
| L. Zander        | 18            | 0             | 3             | 0             | -                 | -                 | -                 | -                 | 18       | 0      | 3           | 0          |
| P. Ziereis       | 8             | 0             | 0             | 0             | -                 | -                 | -                 | -                 | 8        | 0      | 0           | 0          |
| C. Buchtmann     | 17            | 4             | 3             | 0             | 1                 | 0                 | 0                 | 0                 | 18       | 4      | 3           | 0          |
| K. Choi          | 2             | 0             | 0             | 0             | -                 | -                 | -                 | -                 | 2        | 0      | 0           | 0          |
| J. Dudziak       | 26            | 1             | 5             | 0             | 1                 | 0                 | 0                 | 0                 | 27       | 1      | 5           | 0          |
| J. Flum          | 30            | 4             | 3             | 0             | -                 | -                 | -                 | -                 | 30       | 4      | 3           | 0          |
| M. Litka         | 10            | 0             | 0             | 0             | 1                 | 0                 | 0                 | 0                 | 11       | 0      | 0           | 0          |
| M. Dæhli         | 21            | 0             | 0             | 0             | 1                 | 0                 | 0                 | 0                 | 22       | 0      | 0           | 0          |
| B. Nehrig        | 24            | 0             | 6             | 1             | 1                 | 0                 | 0                 | 0                 | 25       | 0      | 6           | 1          |
| R. Neudecker     | 20            | 4             | 3             | 0             | -                 | -                 | -                 | -                 | 20       | 4      | 3           | 0          |
| C. Şahin         | 23            | 2             | 4             | 1             | 1                 | 0                 | 0                 | 0                 | 24       | 2      | 4           | 1          |
| W. Sobota        | 27            | 4             | 2             | 0             | 1                 | 0                 | 0                 | 0                 | 28       | 4      | 2           | 0          |
| E. Zehir         | 2             | 0             | 0             | 0             | -                 | -                 | -                 | -                 | 2        | 0      | 0           | 0          |
| S. Allagui       | 31            | 4             | 3             | 1             | 1                 | 1                 | 0                 | 0                 | 32       | 5      | 3           | 1          |
| A. Bouhaddouz    | 26            | 4             | 4             | 1             | 1                 | 0                 | 0                 | 0                 | 27       | 4      | 4           | 1          |
| D. Diamantakos   | 10            | 1             | 2             | 0             | -                 | -                 | -                 | -                 | 10       | 1      | 2           | 0          |
| R. Miyaichi      | -             | -             | -             | -             | -                 | -                 | -                 | -                 | -        | -      | -           | -          |
| J. Schneider     | 15            | 2             | 0             | 0             | -                 | -                 | -                 | -                 | 15       | 2      | 0           | 0          |
| T. Verlinden     | -             | -             | -             | -             | -                 | -                 | -                 | -                 | -        | -      | -           | -          |